# Аарон, Хэнк
Генри Луис (Хэнк) Аарон (англ. Henry Louis "Hank" Aaron; 5 февраля 1934, Мобил, Алабама — 22 января 2021, Атланта) — профессиональный бейсболист, аутфилдер. Был известен под прозвищем «Молоток». В Главной лиге бейсбола дебютировал 13 апреля 1954 года за «Милуоки Брэйвз». Выступал также за команды «Атланта Брэйвз» (1966—1974 гг.), «Милуоки Брюэрс» (1975—1976 гг. на позиции правого филдера). Всего в МЛБ отыграл 23 сезона. Последнюю игру провёл 3 октября 1976 года.
Во время переезда «Брэйвз» в Атланту в 1965 году имел на счету 398 хоум-ранов; в 1974 году побил рекорд Бейба Рута по хоум-ранам. Рекорды Аарона по числу дополнительных ударов на базу (1477) и перебежек после ударов (2297) остаются непревзойдёнными, и только Тай Кобб и Пит Роуз превзошли его по числу ударов (3771). Аарон считается одним из лучших хиттеров за всю историю бейсбола. В 1982 году его имя было занесено в Зал славы бейсбола. В 1999 году был включён в список 100 величайших бейсболистов всех времён под № 5.

## Ранние годы
Аарон родился в разгар Великой депрессии в городе Мобил, штат Алабама , в семье работника судоверфи Герберта Аарона-старшего и Эстеллы (Притчетт) Аарон. Семья включала восемь детей. Томми Аарон, один из его братьев, также успел поиграть в Главной лиге бейсбола. К тому времени, когда Аарон завершил карьеру, он и его брат стали рекордсменами по количеству хоумранов за карьеру как пара братьев (768). Они также были первыми братьями, которые участвовали в постсезоне в качестве товарищей по команде.
Аарон вырос в бедной семье. Его семья не могла позволить себе бейсбольное снаряжение, поэтому он тренировался, ударяя палками по пробкам от бутылок. Он создавал свои собственные биты и мячи из материалов, которые он находил на улицах. Его кумиром детства была звезда бейсбола Джеки Робинсон. Аарон посещал Центральную среднюю школу как девятиклассник, так и десятиклассник. Как и в большинстве средних школ, там не был организован бейсбол, и поэтому Хэнк играл на позициях аутфилдера и игрока третьей базы в полупрофессиональной команде «Мобил Блэк Бирс». Аарон был членом Бойскаутов Америки.
Благодаря игре в бейсбол Аарону удалось из сегрегированной школы перевестись в Институт Джозефины Аллен, где была серьёзная бейсбольная секция. Выступая за различные любительские и полупрофессиональные команды, Аарон приобрёл некоторую известность в спортивных кругах. К тому времени в профессиональном бейсболе, который традиционно был спортом для белых, благодаря Джеки Робинсону был разрушен расовый барьер. В 1949 году 15-летний Аарон побывал на просмотре в клубе Главной лиги бейсбола «Бруклин Доджерс», но в команду его не приняли.

## Карьера в негритянской и низшей лигах
В 17 лет Хэнк подписал контракт с клубом «Индианаполис Клаунс» из профессиональной Негритянской лиги.
Выступая за «Клаунс» Аарон показал себя отличным отбивающим, и в 1952 году клуб Главной лиги бейсбола «Бостон Брэйвз» выкупил его контракт. Руководство «Брэйвз» отправило Хэнка в свой фарм-клуб из О-Клэра (штат Висконсин), где Аарон в течение сезона отбивал в среднем 0,336 подач и по итогам сезона был удостоен звания лучшего новичка. Следующий сезон он провёл во флоридском фарм-клубе «Брэйвз», где подвергался расовой дискриминации со стороны болельщиков и других игроков, что не помешало Аарону провести отличный сезон и заслужить звание самого ценного игрока лиги. Зимой 1953—1954 годов Аарон выступал в Пуэрто-Рико.

## Карьера в МЛБ
Весной 1954 года Аарон стал тренироваться с основным составом «Брэйвз», перебравшихся из Бостона в Милуоки, и вскоре получил место в основном составе после травмы, Бобби Томсона, постоянного правого полевого игрока. В своём дебютном сезоне Аарон отбивал 0,280 подач. Вскоре он стал ведущим игроком Брэйвз и одним из лучших отбивающих лиги. В 14 сезонах Аарон отбивал в среднем более 0,300 подач, в 15 сезонах он делал не менее 30 хоум-ранов и не менее 100 ранов. За свою долгую и успешную карьеру Хэнк сыграл 3298 матчей, что является третьим результатом в истории Главной лиги бейсбола. Дважды он становился лучшим игроком лиги по отбиванию и четыре раза лучшим по хоум-ранам, 24 раза принимал участие в матчах всех звёзд лиги. Хэнку Аарону принадлежит несколько бейсбольных рекордов.
В 1972 году стало понятно, что Аарон претендует на то, чтобы побить рекорд Главной лиги бейсбола по хоум-ранам, который принадлежал Бейбу Руту. На тот момент Хэнк был самым высокооплачиваемым бейсболистом в мире, его годовая зарплата составляла 200 тысяч долларов. 8 апреля 1974 года в Атланте Аарон сделал свой 715 хоум-ран, побив тем самым рекорд Рута. Торжественный момент был омрачён большим количеством писем с угрозами на почве расовой ненависти, которые приходили на адрес игрока. Аарон завершил игровую карьеру в 1976 году, последние сезоны проведя за клуб «Милуоки Брюэрс». За карьеру он сделал 755 хоум-ранов, что является рекордом Главной лиги бейсбола.

## После карьеры
После сезона 1976 года Аарон вернулся в «Брэйвз» в качестве руководителя. 1 августа 1982 года он был введен в Зал славы бейсбола, получив 97,8% голосов. Затем Аарон был назначен вице-президентом «Брэйвз» и директором по развитию игроков. Это сделало его одним из первых меньшинств в высшем руководстве Главной лиги бейсбола.
В декабре 1980 года Аарон стал старшим вице-президентом и помощником президента «Брэйвз». Он был корпоративным вице-президентом по связям с общественностью Turner Broadcasting System, членом совета директоров компании и вице-президентом по развитию бизнеса в The Airport Network. 21 января 2007 года Высшая лига бейсбола объявила о продаже «Атланты Брейвз». В этом заявлении комиссар по бейсболу Бад Селиг также объявил, что Аарон будет играть важную роль в управлении клуба, формируя программы через главную бейсбольную лигу, которые будут способствовать притоку меньшинств в бейсбол. Аарон основал программу Лиги новичков Хэнка Аарона.
Аарон владел дилерскими центрами Mini, Land Rover, Toyota, Hyundai и Honda по всей Джорджии, как часть автомобильной группы Хэнка Аарона. В 2007 году он продал все, кроме дилерского центра Toyota в Макдоно. Кроме того, Аарон владел сетью из 30 ресторанов по всей стране.

## Смерть
5 января 2021 года Аарон публично получил вакцинацию от COVID-19 в Медицинской школе Морхаус в Атланте, штат Джорджия. [90] Он получил вакцину Moderna. Он и несколько других афроамериканских общественных деятелей, включая активиста Джо Бизли, Эндрю Янга и Луиса Салливана, сделали это, чтобы продемонстрировать безопасность вакцины и побудить других чернокожих американцев сделать то же самое .
Скоропостижно скончался 22 января 2021 года через 2,5 недели после прививки от коронавирусной инфекции.
27 января он был похоронен на кладбище Саут-Вью.